# アマーリア・ヴィルヘルミーネ・フォン・ブラウンシュヴァイク＝カレンベルク
アマーリア・ヴィルヘルミーネ・フォン・ブラウンシュヴァイク＝カレンベルク（Amalia Wilhelmine von Braunschweig-Calenberg, 1673年4月21日 - 1742年4月10日）は、ドイツのブラウンシュヴァイク＝リューネブルク家の公女で、神聖ローマ皇帝ヨーゼフ1世の皇后。

## 生涯
ブラウンシュヴァイク＝カレンベルク公ヨハン・フリードリヒと妃ベネディクタ・ヘンリエッテの娘。ヨハン・フリードリヒの弟はハノーファー選帝侯エルンスト・アウグストであり、その息子でイギリス王となったジョージ1世はアマーリア・ヴィルヘルミーネの従兄に当たる。また、エルンスト・アウグストの妃でジョージ1世の母であるゾフィーが、母ベネディクタ・ヘンリエッタの叔母にあたるという関係にもある。義弟に当たるカール6世と結婚したエリーザベト・クリスティーネとも同族である。
1699年に、レオポルト1世の事実上の長男であるローマ王（次期皇帝）・ハンガリー王ヨーゼフと結婚した。1705年にヨーゼフが帝位を継承すると皇后となった。
ヨーゼフ1世との間には3子が生まれた。
- マリア・ヨーゼファ（1699年 - 1755年） - ザクセン選帝侯フリードリヒ・アウグスト2世（ポーランド王アウグスト3世）妃
- レオポルト・ヨーゼフ（1700年 - 1701年）
- マリア・アマーリエ・ヨーゼファ・アンナ（1701年 - 1756年） - バイエルン選帝侯カール・アルブレヒト（神聖ローマ皇帝カール7世）妃

唯一の男子レオポルト・ヨーゼフが早世したため、1711年にヨーゼフ1世が死去するとその弟カール6世が帝位を継承した。カール6世の死後にはマリア・テレジアに対して、その従姉であるアマーリア・ヴィルヘルミーネの娘たちの夫が相続権や帝位を要求し、オーストリア継承戦争が勃発した。
アマーリア・ヴィルヘルミーネはオーストリア継承戦争のさなかの1742年にウィーンで死去した。この年にはカール7世の皇帝即位によって、次女マリア・アマーリエが皇后となっている。